# Маленький принц (мюзикл)
«Маленький принц» (фр. Le Petit Prince) — французский мюзикл Риккардо Коччанте по мотивам одноимённого произведения Сент-Экзюпери. Автор либретто — Элизабет Анаис (фр. Elisabeth Anaïs). Премьера мюзикла состоялась 1 октября 2002 года, в Париже, в Казино де Пари (Casino de Paris). Главные роли исполнили Жефф (Маленький Принц) и Даниэль Лавуа (Лётчик). В 2003 году мюзикл был перенесен на канадскую сцену, а в 2007—2008 годах восстановленная версия показана в Китае, Гонконге и на Тайване.

## История создания
Второй мюзикл Рикардо Коччанте не имел такого грандиозного успеха, как первый, «Нотр Дам де Пари», однако был тепло встречен как публикой, так и критикой. Видеозапись спектакля на DVD, выпущенная в ноябре 2003 года, имела коммерческий успех.
Работа над мюзиклом велась 3 года. В либретто к «Маленькому Принцу» текст повести был максимально сохранён, а в некоторых случаях на музыку были положены прозаические тексты оригинала практически без изменений. В качестве режиссёра был приглашен Жан-Луи Мартиноти, бывший директор Опера де Пари, прославившийся как постановщик классических опер. Художественное решение спектакля — работа немецкого художника Ганса Шаверноха.
С мая по июнь 2003 года в Квебеке (Монреаль и Квебек) шла канадская версия постановки, где в роли Лётчика выступил Мишель Ривар.
В июле 2007 года восстановленная версия мюзикла была показана в Шанхае (Китай), в августе — в Тайбэе (Тайвань) а в январе 2008 года — в Гонконге. В этом гастрольном турне в роли Лётчика выступил Лоран Бан.

## Сюжет

### Акт 1
Лётчик/Автор посвящает своё произведение другу, а, вернее, тому мальчику, которым друг когда-то был. «Ведь все взрослые сначала были детьми, только мало кто из них об этом помнит».
Самолёт Лётчика терпит крушение в пустыне. В одиночестве Лётчик размышляет о своём детстве, об отношениях со взрослыми. «Взрослые никогда ничего не понимают, а для детей очень утомительно без конца им всё объяснять».
Неожиданно перед Лётчиком возникает мальчик, Маленький Принц. Он настойчиво просит нарисовать ему барашка. Между героями завязывается разговор, в ходе которого выясняется, что оба «свалились с неба». Маленький Принц живёт на маленькой планете (астероиде Б612) с двумя маленькими действующими вулканами и одним потухшим. Всё это Лётчик пытается объяснить взрослым, которых всегда интересуют факты и цифры, a отнюдь не суть вещей.
Маленький Принц открывает Лётчику глаза на проблему Баобабов; если их (то есть ростки зла) не выполоть, пока они маленькие, они разрастутся и разорвут любую планету. «Берегитесь баобабов!» К счастью, нарисованный барашек сумеет съесть побеги баобабов на планете Принца. Но что если вместе с баобабами он съест некий цветок? Так Лётчик узнает тайну Маленького Принца. Оказывается, на его планете растет Роза — прекрасная, но гордая и обидчивая. Роза утверждает, что не боится тигров (ведь у неё есть целых 4 шипа), а вот холода не выносит. Когда отношения между Маленьким Принцем и Розой заходят в тупик, он решает покинуть родную планету и отправиться в путешествие с перелетными птицами. Роза неожиданно нежно прощается с мальчиком.
Путешествие приводит Маленького Принца на астероид Короля, могущественного и властного, но без единого подданного. Король, которому некем управлять… «Странный народ эти взрослые», — говорит Маленький Принц, отправляясь дальше.
На следующей планете живёт Честолюбец, которому нужно лишь поклонение и восхищение других. И снова Маленький Принц вздыхает: «Странный народ эти взрослые».
На третьей планете Маленький Принц встречает Пьяницу, который пьёт, чтобы забыть, что ему совестно от того, что он пьёт. «Да, без сомнения, взрослые — очень, очень странный народ».
На четвёртой планете живёт Бизнесмен (Серьёзный Человек). Он занимается подсчётами звезд и объявляет, что владеет ими. Маленькому Принцу непонятен смысл такого обладания, так как оно не приносит никакой пользы звёздам. В понимании Маленького Принца, обладать — значит заботиться, приносить пользу. Взрослые в очередной раз удивили мальчика.
На пятой планете Маленький Принц повстречал Фонарщика, который, согласно уговору, зажигает свой фонарь, когда наступает день, и гасит его, когда приходит ночь, хотя планета кружится всё быстрее, и работать приходится все больше. Маленький Принц с уважением отнёсся к Фонарщику.
На шестой планете Маленький Принц встречает Географа, который объясняет, что науку интересуют только долговечные предметы, такие как горы, моря, вулканы. А вот цветы ей неинтересны, так как они эфемерны. В сердце Маленького Принца закрадывается грусть. Географ советует мальчику посетить планету Земля.
Лётчик/Автор рассказывает об огромной планете Земля.

### Акт 2
Лётчик/Автор рассуждает об «эфемерном», о том, что преходящее — не менее важно, чем вечное.
Попав на Землю, Маленький Принц оказывается в пустыне и встречает там Змею. Змея рассказывает мальчику о смерти: «В тот день, когда ты горько пожалеешь о своей покинутой планете, я сумею тебе помочь».
Встреча с одинокими Кактусами и горным Эхом только усиливают ощущение одиночества на новой планете. Затем Маленький Принц попадает в сад, полный Роз и с разочарованием узнает, что его Роза — не единственная на свете. В этот момент появляется Лис и просит мальчика приручить его. «Если ты меня приручишь, мы станем нужны друг другу. Ты будешь для меня единственным в целом свете. И я буду для тебя один в целом свете…» Маленький Принц понимает, что его Роза — все же единственная в мире, потому что она его «приручила». Лис даёт ему ещё один урок: «Ты навсегда в ответе за всех, кого приручил. Ты в ответе за твою розу.» И, наконец, Лис делится с Маленьким Принцем своим «секретом»: «Зорко одно лишь сердце. Самого главного глазами не увидишь.»
Встречи с железнодорожным Стрелочником и Торговцем Пилюлями от Жажды подтверждают, как абсурдно устроен мир взрослых.
Действие возвращается в пустыню, где Лётчик слушает рассказ Маленького Принца о его путешествиях. Обоих мучит жажда. Маленький Принц уговаривает Лётчика пойти поискать колодец, хотя Лётчику эта идея кажется безнадёжной. Но Маленький Принц объясняет, что пустыня хороша тем, «что где-то в ней скрываются родники.» Лётчик вдруг понимает, что мальчик прав, и что «самое главное — то, чего не увидишь глазами…»
Колодец найден. Жажда утолена. Оказывается, то, чего так тщетно ищут люди, «можно найти в одной единственной розе, в глотке воды…» После этого маленький Принц объявляет, что ему пора возвращаться домой. Для этого ему придётся расстаться с земной оболочкой: «Мое тело слишком тяжелое. Мне его не унести.» Прощальный дуэт «Мы всегда будем вместе» утверждает, что для тех, кто «видит сердцем» — разлуки нет. Маленький Принц исчезает.
Оставшись один, Лётчик осознает, что «самое красивое и самое печальное место на свете» — то место на Земле, откуда исчез Маленький Принц. Обращаясь к зрителям, он призывает: если Вы его увидите, «скорей напишите мне, что он вернулся.»

## Персонажи и исполнители

### Оригинальная французская постановка
| Персонаж          | Исполнитель                          |
| ----------------- | ------------------------------------ |
| Маленький Принц   | Жефф (Jeff)                          |
| Лётчик            | Даниэль Лавуа (Daniel Lavoie)        |
| Роза              | Катьялин Андриа (Cathialine Andria)  |
| Лис               | Роман Кортез (Romain Cortèse)        |
| Честолюбец        | Лоран Бан (Laurent Bàn)              |
| Бизнесмен         | Себастьян Изамбар                    |
| Пьяница           | Нико (Nicaud)                        |
| Географ           | Кристоф Серрино (Christophe Cerrino) |
| Король            | Стефан Невиль (Stéphane Néville)     |
| Смотритель фонаря | Тома Жером (Thomas Gérome)           |
| Стрелочник        | Николя Саж (Nicolas Sage)            |
| Продавец пилюль   | Дезире Бастаро (Désiré Bastareaud)   |

### Канадская постановка[8]
| Персонаж         | Исполнитель |
| ---------------- | --- |
| Маленький Принц  | Николя Бельфлер Бондю (Nicholas Bellefleur Bondu), Жереми Буше (Jérémie Boucher), Жереми Делорм (Jérémy Delorme), Оливье Фобер (Olivier Faubert)                                                                 |
| Лётчик           | Мишель Ривар (Michel Rivard) |
| Роза             | Линда Тали (Lynda Thalie) |
| Лис              | Юго (Hugo) |
| Обитатели планет | Мэтт Лоран (Matt Laurent), Жонатан Пэншо (Jonathan Painchaud), Патрик Олафсон (Patrick Olafson), Рене Ляжуа (René Lajoie), Серж Фортен (Serge Fortin), Доминик Клеман (Dominic Clément), Жан Равель (Jean Ravel) |